# Girolamo Maria Casalini
Girolamo Maria Casalini OSM (* 17. Dezember 1915 in Siena; † 28. August 1982) war ein italienischer römisch-katholischer Ordensgeistlicher und Bischof von Manzini.

## Leben
Girolamo Maria Casalini trat der Ordensgemeinschaft der Serviten bei und empfing am 19. Juni 1938 das Sakrament der Priesterweihe.
Am 18. Dezember 1965 ernannte ihn Papst Paul VI. zum Bischof von Manzini. Der Erzbischof von Florenz, Ermenegildo Kardinal Florit, spendete ihm am 12. Februar 1966 die Bischofsweihe; Mitkonsekratoren waren der Sekretär der Kongregation De Propaganda Fide, Kurienerzbischof Pietro Sigismondi, und der Weihbischof in Florenz, Giovanni Bianchi.
Papst Paul VI. nahm am 24. Januar 1976 das von Girolamo Maria Casalini vorgebrachte Rücktrittsgesuch an.